# Leśniówka (województwo podkarpackie)
Leśniówka – wieś w Polsce położona w województwie podkarpackim, w powiecie krośnieńskim, w gminie Chorkówka.
| SIMC    | Nazwa  | Rodzaj    |
| ------- | ------ | --------- |
| 0347347 | Debrki | część wsi |
| 0347353 | Zalas  | część wsi |

W latach 1975–1998 miejscowość administracyjnie należała do województwa krośnieńskiego.